# محمدحسین شریف‌زادگان
محمد حسین شریف‌زادگان (زاده ۱۳۳۲ در همدان) عضو شورای مرکزی حزب مشارکت، مدیر عامل سازمان تأمین اجتماعی و وزیر وزارت رفاه و تأمین اجتماعی ایران در دولت دوم سید محمد خاتمی و اولین وزیر پس از تأسیس این وزارتخانه بوده‌است. وی در بهمن ۱۳۸۹ توسط نیروهای امنیتی بازداشت و در فروردین ۱۳۹۰ آزاد شد. وی شوهر خواهر میرحسین موسوی، نخست‌وزیر سابق ایران است.

## فعالیتها
با خروج محمد ستاری‌فر از سازمان تأمین اجتماعی و رفتن او به سازمان مدیریت و برنامه‌ریزی، محمدحسین شریف زادگان مدیرعامل سازمان تأمین اجتماعی شد. شریف زادگان با دکترای توسعه اقتصادی و برنامه‌ریزی منطقه‌ای از انگلستان، پیش از تأمین اجتماعی نیز فعالیت‌هایی در سازمان‌های مختلف برعهده گرفته بود. مهمترین اتفاقی که در دوران مدیرعاملی شریف زادگان روی داد تأسیس وزارت رفاه و تأمین اجتماعی بود که به نوعی سازمان تأمین اجتماعی زیرمجموعه آن قرار می‌گرفت. شریف زادگان به عنوان اولین وزیر رفاه و تأمین اجتماعی نیز معرفی شد. تصویب قانون نظام جامع تأمین اجتماعی از دیگر فعالیت‌های مهم شریف‌زادگان بود.
او هم چنین استاد دانشگاه بهشتی و در جریان انتخابات ریاست جمهوری ایران (۱۳۸۸)، مسوول کمیته قشرها ستاد میرحسین موسوی بوده‌است.

## بازداشت
شریف‌زادگان در ۲۰ بهمن ۱۳۸۹، در آستانه اعتراضات جنبش سبز در ۲۵ بهمن ۱۳۸۹ بازداشت شد. او پس از ۵۰ روز بازداشت در زندان اوین نیمه شب ۱۰ فروردین ماه ۱۳۹۰ به قید کفالت آزاد شد.
آزادی وی که داماد میر اسماعیل موسوی است چند ساعت پس از درگذشت میر اسماعیل موسوی صورت گرفت.